# Christofer Ludvig Anjou
Christofer Ludvig Anjou, född 2 augusti 1821 i Husby-Lyhundra socken, Stockholms län, död 8 december 1896 i Linköping, var en svensk skolman och riksdagsman, son till riksdagsmannen i prästeståndet Nils Jacob Anjou.

## Biografi
Anjou, som blev student vid Uppsala universitet 1839, var sånganförare för Uppsala studentkårs allmänna sångförening läsåret 1844–1845. Han blev filosofie magister 1848, tjänstgjorde åtskilliga år i finansdepartementet och från 1852 vid Norrköpings allmänna läroverk, där han befordrades till kollega 1855, och utnämndes, sedan han 1862 avlagt teoretisk teologisk examen, 1864 till rektor vid Linköpings folkskollärareseminarium. 
Anjou var folkskoleinspektör i Linköpings stift sedan 1867. Han arbetade som ledamot i flera kommittéer, såsom ordförande i kommittéerna för utarbetande av nya normalplanen 1888–1889 och för granskning av till folkskolans tjänst utgivna läroböcker 1884–1887, varjämte han deltog i utarbetande av läsebok för folkskolan 1865 och 1878, av nya folkskolestadgan 1882 och av nya stadgan för seminarierna 1885–1886. Han var ledamot av kyrkomötena 1878, 1883, 1888 och 1893, landstingsman 1885–1888 och ledamot av andra kammaren vid riksdagarna 1887 (maj–juli) och 1888. Han invaldes 1868 i Musikaliska akademien.